# پائولا وسالا
پائولا یولیا وِسالا (فنلاندی: Paula Julia Vesala؛ زادهٔ ۱۰ دسامبر ۱۹۸۱) خواننده، شاعر، بازیگر، ترانه‌سرا و نویسنده اهل فنلاند است. وی از سال ۲۰۰۲ میلادی تاکنون مشغول فعالیت بوده‌است.
وی دانش‌آموختهٔ رشتهٔ موسیقی، خوانندگی کلاسیک و نوازندگی پیانو و ویولن در آکادمی سیبلیوس است. او از سال ۲۰۱۱ در رشتهٔ نمایش‌پردازی در آکادمی تئاتر هلسینکی و سپس در دانشگاه کالیفرنیا، لس آنجلس تحصیل نمود.
از فیلم‌ها یا برنامه‌های تلویزیونی که وی در آن نقش داشته‌است می‌توان به بال کوچک و شاهدخت اشاره کرد.